# Jüdischer Friedhof (Langenlonsheim)

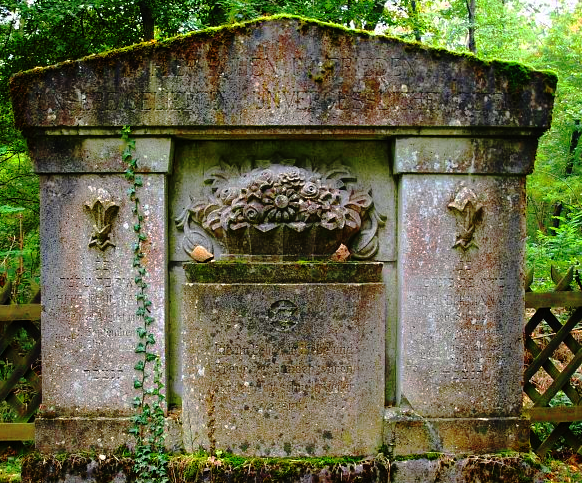
Grabstein auf dem jüdischen Friedhof in Langenlonsheim

Der Jüdische Friedhof Langenlonsheim ist ein jüdischer Friedhof in der Ortsgemeinde Langenlonsheim im Landkreis Bad Kreuznach in Rheinland-Pfalz.
Der 2521 m² große, von einem Holzzaun umgebene Friedhof befindet sich im Distrikt „In den Judenkirchhofschlägen“, etwa sechs Kilometer vom Ort entfernt im Langenlonsheimer Wald und südlich von Bingen am Rhein. Belegt wurde er vermutlich vor der Mitte des 18. Jahrhunderts bis zum Jahr 1938.
45 Grabsteine aus der Zeit von 1868/69 bis 1938 sind erhalten. 30 m entfernt von dem  Langenlonsheimer Friedhof liegt an einer Forstwegkreuzung der Jüdische Friedhof Waldhilbersheim.